# Trachemys stejnegeri
Espèce
Synonymes
- Pseudemys stejnegeri Schmidt, 1928
- Pseudemys malonei Barbour & Carr, 1938
- Pseudemys vicina Barbour & Carr, 1940

Statut de conservation UICN

 NT  : Quasi menacé
Trachemys stejnegeri est une espèce de tortue de la famille des Emydidae.

## Répartition
Cette espèce est endémique des Antilles :
- Trachemys stejnegeri malonei se rencontre dans le district d'Inagua aux Bahamas ;
- Trachemys stejnegeri stejnegeri se rencontre à Porto Rico ;
- Trachemys stejnegeri vicinase rencontre à Hispaniola.

Elle a été introduite en Guadeloupe et en Dominique.

## Liste des sous-espèces
Selon TFTSG (8 juin 2011) :
- Trachemys stejnegeri malonei (Barbour & Carr, 1938)
- Trachemys stejnegeri stejnegeri (Schmidt, 1928)
- Trachemys stejnegeri vicina (Barbour & Carr, 1940)

## Publications originales
- Barbour & Carr, 1938 : Another Bahamian fresh-water tortoise. Proceedings of the New England Zoology Club, vol. 17, p. 75–76.
- Barbour & Carr, 1940 : Antillean terrapins. Memoirs of the Museum of Comparative Zoology, vol. 54, no 5, p. 381–415 (texte intégral).
- Schmidt, 1928 : Scientific Survey of Porto Rico and the Virgin Islands: Amphibians and land reptiles of Porto Rico, with a list of those reported from the Virgin Islands. New York Academy of Sciences, vol. 10, no 1, p. 1-160 (texte intégral).